# Жёлтопятнистая амбистома
Жёлтопятнистая амбистома (лат. Ambystoma maculatum) — вид амбистомовых, встречающийся в восточной части США и Канады.
Может достигать в длину 19—25 см. Имеет чёрное тело с жёлтыми пятнами на спине, хотя некоторые особи могут их не иметь. Живёт в листопадных лесах со свободными от рыб озёрами и прудами, необходимыми саламандре для откладывания яиц и развития личинок. Питается беспозвоночными, такими как дождевые черви и слизни, иногда насекомыми. Обычно проводят время под землёй, хотя и выходят на поверхность во влажные дни.
В тканях тела амфибии живут клетки водорослей Oophila amblystomatis. Эти водоросли присутствуют под оболочкой икринок, в самих эмбрионах и даже во взрослых особях. Внутри клеток земноводных, где поселились водоросли, последних окружают митохондрии. Эти водоросли окрашивают икринки и эмбрионы в зелёный цвет. По какой-то причине иммунная система позвоночного не реагирует на этих эндосимбионтов.
Вид был впервые описан Джорджем Шоу в 1802 году в работе «Общая зоология или систематическое естествознание».
Этот вид амбистом часто путают с другим хвостатым земноводным, огненной саламандрой, из-за характерной окраски её кожи, чёрной с жёлтыми пятнами.